# Герит Клинг
Герит Клинг (на немски: Gerit Kling) е немска филмова, телевизионна и гласова актриса.

## Биография
Герит Клинг е родена на 21 април 1965 г. в Алтенбург, Източна Германия. Израства във Вилхелмсхорст близо до Потсдам със сестра си – актрисата Аня Клинг, която е с пет години по-млада. Още на петгодишна възраст Герит застава пред камерата за филма на Конрад Волф – Гоя.
От 1982 г. завършва актьорското си образование в Академията за драматични изкуства на Ернст Буш в Берлин. Преди да избяга със сестра си на Запад през тогавашната ЧСР, малко преди падането на Стената, последваха няколко театрални ангажименти, като например в Дойчес театър Берлин, Бранденбургския театър, Мекленбургския държавен театър в Шверин; След обединението последват ангажименти в Държавния театър в Нюрнберг и в „Theatre am Kurfürstendamm“ в Берлин, както и за многобройни телевизионни сериали, в които тя си направи име като лекар. Две от тези роли са тези на Dr. Maren Maibach, която играе от 1996 до 2001 г. в спасителния и екшън сериал ZDF „Die Rettungsflieger“, и тази на станцията лекар Dr. Жасмин Джонас, която е играла в полицейския сериал на ZDF за спешни повиквания Port Edge от 2007 г. През 2006 г. тя играе графиня фон Дорен на фестивала „Störtebeker“ в Рюген.